# Côlon descendant
Le côlon descendant fait suite au côlon transverse et donne le côlon sigmoïde. L'angle entre les côlons transverse et descendant est l'angle colique gauche.
Le côlon descendant a une position verticale, situé à gauche de l'individu. Il n'est pas mobilisable, au contraire des côlons transverse, sigmoïde et de l'intestin grêle. Il est retenu par le mésocôlon descendant, qui assure son innervation et sa vascularisation.
Il est vascularisé par l'artère colique gauche, branche de l'artère mésentérique inférieure.